# Vuelta a Aragua 2013
La 17 edición de la Vuelta a Aragua se disputó desde el 14 hasta el 17 de noviembre de 2013. Siendo esta competición el evento antesala de la temporada 2014, que inició con la Vuelta al Táchira.
El recorrido contó con 4 etapas y 395 km, transitando por una ruta que pasó por 15 de los 18 municipios del estado Aragua, comenzando la primera etapa con la salida desde el Instituto Regional de Deporte de Aragua (IRDA) hasta Turmero y finalizó tres días después con la última etapa en la Av. Bolívar de Maracay.
El ganador fue Arthur García, siendo escoltado en el podio por Wilmen Bravo y Ángel Rivas.

## Equipos participantes
Participaron 18 equipos conformados por entre 6 y 8 corredores. Distintas representaciones de gobiernos regionales, selecciones estadales y fundaciones, iniciaron la carrera 100 ciclistas.
| - Lotería del Táchira - Kino Táchira - Gobernación de Mérida - Fundemer - PDVSA - Gobernación de Carabobo - PDVSA - Café Flor de Patria - Fundación José Gregorio Hernández - Selección Nacional de Venezuela - Selección del estado Aragua - Selección del estado Zulia - Selección del estado Anzoategui - Transporte Moya - Fundación Nelson Cabrera - Selección del estado Aragua - Selección del estado Monagas - Selección del estado Miranda - Selección del estado Falcón - Selección del estado Guárico |

## Etapas
| Etapa | Fecha           | Recorrido                                           | Km  | Ganador          | Líder           |
| 1ª    | 14 de noviembre | Maracay - Villa de Cura - Turmero                   | 75  | Randal Figueroa  | Randal Figueroa |
| 2ª    | 15 de noviembre | San Casimiro - Barbacoas - San Sebastián            | 125 | Wilmen Bravo     | Arthur García   |
| 3ª    | 16 de noviembre | Las Tejerías - San Juan de los Morros - La Victoria | 115 | Ronald González  | Arthur García   |
| 4ª    | 17 de noviembre | Circuito Av. Bolívar de Maracay                     | 80  | Frederick Segura | Arthur García   |

## Clasificaciones

### Clasificación general
| Posición | Ciclista         | Equipo                            | Tiempo     |
| 1º       | Arthur García    | Selección Nacional de Venezuela   | 09:07:05   |
| 2º       | Wilmen Bravo     | Gobernación de Mérida             | + 00:00:04 |
| 3º       | Ángel Rivas      | Gobernación de Mérida             | + 00:00:11 |
| 4º       | Luis Díaz        | Fundación José Gregorio Hernández | + 00:00:12 |
| 5º       | Alirio Contreras | Lotería del Táchira               | + 00:00:12 |

### Clasificación por puntos
| Posición | Ciclista        | Equipo                          | Puntos |
| 1º       | Randal Figueroa | Gobernación de Carabobo         | 38     |
| 2º       | Ronald González | Lotería del Táchira             | 36     |
| 3º       | Arthur García   | Selección Nacional de Venezuela | 36     |

### Clasificación Sub-23
| Posición | Ciclista  | Equipo                            | Tiempo   |
| 1º       | Luis Díaz | Fundación José Gregorio Hernández | 10:44:53 |

### Clasificación por equipos
| Posición | Equipo                          | Tiempo    |
| 1º       | Selección Nacional de Venezuela | 27:24:27  |
| 2º       | Gobernación de Mérida           | +00:00:00 |
| 3º       | Lotería del Táchira             | +00:01:54 |